# Sassenburg
Sassenburg település Németországban, azon belül Alsó-Szászország tartományban. Lakosainak száma 12 055 fő (2023. december 31.). Sassenburg Wahrenholz, Ehra-Lessien, Barwedel, Jembke, Bokensdorf, Osloß, Calberlah és Gifhorn községekkel határos.

## Népesség
A település népességének változása:
| Lakosok száma | 11 480 | 11 614 | 12 460 | 11 803 | 11 872 | 12 092 | 12 055 |
|               | 2016   | 2017   | 2018   | 2019   | 2021   | 2022   | 2023   |